# Tam, gdzie śnią zielone mrówki
Tam, gdzie śnią zielone mrówki – dramat niemiecki w reżyserii Wernera Herzoga, wyprodukowany przez Werner Herzog Filmproduktion we współpracy z telewizją ZDF w 1984 roku. Film kosztował 2.800.000 marek niemieckich i miał swoją światową premierę w Niemczech, 31 sierpnia 1984.

## Opis fabuły
Film opowiada historię geologa Hacketta (w tej roli Bruce Spence). Jest on jednym z przedstawicieli wielkiej Firmy, która chce rozpocząć pracę na australijskiej pustyni. Grupa miejscowych Aborygenów za wszelką cenę nie chce do tego dopuścić, dlatego uniemożliwia prowadzenie robót. Okupuje maszyny twierdząc, że w tym miejscu "śnią zielone mrówki" – co jest zgodne z ich, mającą kilka tysięcy lat, legendą. Hackett musi się uporać z tym problemem, a dodatkowo pomóc starszej pani (Colleen Clifford) poszukującej swego zaginionego pieska. Przedstawiciele firmy zapraszają Aborygenów do swej siedziby. Tam dwa razy grupa zostaje uwięziona w windzie. Podczas pobytu w mieście, rdzenni mieszkańcy Australii upodobują sobie szczególnie zielony samolot, który następnie porywają sądząc, iż zabierają nim zielone mrówki. W toczącym się postępowaniu sądowym wygrywa Firma, dostając pozwolenie na kontynuowanie wcześniej podjętych działań. Uprowadzony samolot odnaleziony zostaje kilkanaście mil od miejsca robót. W jednej z ostatnich scen Hackett włącza radio, z którego dobiega zarejestrowane na taśmie świadectwo wygranej Argentyny na mistrzostwach świata w piłce nożnej. Jedynymi jego słuchaczami są aborygeńskie dzieci. Ostatnia scena ukazuje zmierzającego ku horyzontowi Hacketta, gdy w tym czasie rozlegają się odgłosy wybuchów dynamitu. To Firma kontynuuje swą pracę.

## Produkcja
Lokacje
Zdjęcia do filmu powstały w całości w Australii: w większości w małym miasteczku słynącym z wydobywania opali Coober Pedy i okolicach, a także w Melbourne.
Ciekawostki
Historia dotycząca "śniących mrówek" nie jest autentyczna. Wymyślił ją na potrzeby filmu jego reżyser, Werner Herzog. Na innych płaszczyznach fabularnych dzieła, połączył on jednak fikcję z prawdziwymi wydarzeniami. Do takich należy m.in. sytuacja, w której Aborygeni przedstawiają sądowi tajemniczy dowód na potwierdzenie ich wierzeń. Wykopany z ziemi przedmiot, zawinięty w biały materiał nie został jednak pokazany na ekranie. Tuż po zakończeniu rozprawy sądowej, do Hacketta podchodzi jeden z prawników, aby mu pogratulować. Jest nim sam... Werner Herzog.

## Muzyka
W filmie wykorzystano następujące utwory: Requiem Op. 48 Gabriela Fauré, Voice in the wilderness Ernesta Blocha, Wesendonk-Leider Richarda Wagnera oraz Temporary Galaxies Klausa-Jochena Wiese. Poza tym, możemy usłyszeć tradycyjną muzykę Aborygenów w wykonaniu jednego z aktorów, Wandjuk Mariki.

## Recepcja
Tam, gdzie śnią zielone mrówki był zaskoczeniem dla krytyków i publiczności. To – wizualnie – najbardziej pogodny, "słoneczny" film Herzoga. Vincent Canby z New York Timesa pisał, że mimo konwencjonalnej narracji i prostego stylu, film nie jest prosty jeśli chodzi o znaczenia, wręcz przeciwnie – inspiruje i zachwyca. Roger Ebert zwraca w swojej recenzji filmu uwagę, że jest on zwariowany. Amerykański krytyk pisze również, że Herzog opowiada historię w tym filmie za pomocą odpowiednich, niezwykłych obrazów. Konrad Jerzy Zarębski, krytyk Gazety Wyborczej odnotowuje, że reżyser wkroczył swym dziełem na niezbadany wówczas teren, dotyczący problemów szeroko pojętej ekologii. Obraz jest uważany – obok Walkabout Nicolasa Roega – za najlepszy film o tematyce dotyczącej Aborygenów.

## Nagrody
Film był nominowany do Złotej Palmy na 37. MFF w Cannes w 1984, zdobył nagrodę na Niemieckim Festiwalu Filmowym w kategorii najlepszy film roku i najlepsze zdjęcia (statuetka powędrowała do Jörga Schmidta-Reitweina), oraz na Festiwalu Filmowym w Montrealu w 1984 roku.